# Modifidious
«Modifidious» (в переводе с англ. — «Модифицированный») — американская трэш-метал группа, образованная в конце 1990 года Джои Джордисоном и его соседом Тимом Кори в Айове, США. В этой группе играло 3 будущих участника Slipknot

## История группы

### Формирование и первые годы (1990—1992)
Примерно на 2 году обучения в средней школе Джои и Джей играли в группе «Avanga», но так как другие участники не обладали такой сильной мотивацией как они, Джордисон и Джей ушли в конце 1990 года. Со своим соседом Тимом Кори, Джои основал группу «Modifidious». Таким составом они записали 15 песен в стиле «спид-трэш-метал» (Так рассказывал Джои Джордисон в одном из интервью), позже в группу вступил гитарист Джей и Басист Раян. Через пару месяцев Джей покинул состав, а в группу вступил Брюс Свинк, в качестве гитариста и хэдлайнера. Таким коллективом группа часто выступала на разогреве у «Atomic Opera» в клубе «Runway», в которой в то время играл будущий гитарист Slipknot Джим Рут. Группа выступила на разогреве у Atomic Opera 1 декабря 1991 года, после чего их гитарист Брюс ушёл в Atomic Opera, и на его место пришёл Крейг Джонс. 16 Августа 1992 года группа сыграла концерт с Atomic Opera, после чего Тим покидает группу и на его место приходит Джош Брэйнард.

### Первые демозаписи
1 апреля 1993 года выходит первая демо-кассета «Drown» содержащая в себе 4 трека. Затем выходят «Submitting to Detriment» с шестью песнями и «Visceral» с пятью песнями, которые были записаны в подвале Джои и сведены дома у Крейга. После этого группа отыграла несколько концертов с «Heads On The Wall» в которой на тот момент состоял Шон Крэхан.

### Первый альбом и распад группы
В 1994 году выходит CD-диск «Sprawl», который является компиляцией двух EP — «Mud Fuchia» 1994 года и «Visceral» 1993-го. Вся музыка была написана участниками группы, а оформление сделал Джои, который также написал внутри упаковки с диском, что группа является «Королём Де-Мойна», играя множество концертов и собирая по 200 человек на них. Однако в тот момент начал набирать популярность стиль музыки гранж, из-за чего людям стал менее интересен Трэш-Грув-метал. Примерно в это же время в коллективе начали возникать споры из-за направления группы. В конце 1994 года состав всё реже собирался вместе, Джош начал играть в другой группе, а Раян спорил о музыкальном направлении Коллектива, и в итоге, в начале 1995 года, группа распалась.

### Участники группы после распада
После распада Джордисон присоединился в качестве гитариста к местной группе The Rejects
В мае 1995 года Джои вступил в Slipknot
В августе 1995 года Джош Брэйнард Вступил в Slipknot
В феврале 1996 года Крейг Джонс присоединился к Slipknot

## Участники
| Состав при распаде - Джои Джордисон — барабаны (1990—1995) - Раян Роксам — бас-гитара, (1991—1995) - Крейг Джонс — гитара, (1991—1995) - Джош Брэйнард — Вокал, Гитара(1992—1995) Бывшие участники - Тим кори — Вокал, Гитара(1990—1992) - Джей — гитара (1991) - Брюс Свинк — гитара (1991—1991) |

Временная шкала

## Дискография
- Sprawl (1994)

Другие релизы
- Drown(1993)
- Submitting to Detriment (1993)
- Visceral (1993)
- Mud Fuchia (1994)